# Derek Lee Ragin
Pour les articles homonymes, voir Lee et Ragin.
Derek Lee Ragin (né le 17 juin 1958) est un contreténor américain.

## Biographie
Derek a d'abord étudié le piano au Conservatoire de musique d'Oberlin.
Un peu plus tard, à Oberlin, il entreprend, parallèlement, un travail de la voix avec Richard Anderson. Il commence ensuite sa carrière d'opéra à Oberlin dans A Midsummer Night's Dream (« Le Songe d'une nuit d'été ») de Benjamin Britten dans le rôle d'Oberon. Après Oberlin, il a travaillé avec le chanteur Max van Egmond pour une session d'été au BPI et est allé en Europe poursuivre sa carrière dans l'opéra baroque.
Pour la bande son du film Farinelli en 1994, sa voix a été électroniquement complétée et mixée avec celle de la soprano Ewa Malas-Godlewska (en) pour recréer la célèbre voix de castrat de Farinelli.